# 네트워크 웨더맵
네트워크 웨더맵(Network Weathermap)은 관리하는 네트워크를 지도 양식 위에 표시해주는 네트워크를 시각화하는 도구이다. 라운드 로빈 데이터베이스(RRD_Round Robin Database)에 의해서 만들어진 MRTG(Multi Router Traffic Grapher)를 플러그인이나 외부 스크립트를 통해서 보게 해준다. 최근에는 Cacti라는 툴에 Weathermap을 설치하고 있으며, 웹 UI에서 엑세스 및 편집도 할 수 있다.
마지막 업데이트된 버전으로는 2013년 4월 10일 php-wathermap-0.96c 버전이 발표되었다.